# 蔷薇色银耳
蔷薇色银耳（学名：Tremella roseo-tincta）是属于银耳目银耳科银耳属的一种真菌，散生于阔叶林中的阔叶树倒木上。该种分布于中国、日本。